# Condado de Saline (Misuri)
El condado de Saline (en inglés: Saline County), fundado en 1841, es uno de 114 condados del estado estadounidense de Misuri. En el año 2000, el condado tenía una población de 23,756 habitantes y una densidad poblacional de 12 personas por km². La sede del condado es Marshall. El condado recibe su nombre en honor a Philip Saline.

## Geografía
Según la Oficina del Censo, el condado tiene un área total de 1980 km² (764,5 mi²), de la cual 1957 km² (755,6 mi²) es tierra y 23 km² (8,9 mi²) (1.18%) es agua.

### Condados adyacentes
- Condado de Carroll (noroeste)
- Condado de Chariton (noreste)
- Condado de Howard (este)
- Condado de Cooper (sureste)
- Condado de Pettis (sur)
- Condado de Lafayette (oeste)

## Demografía
Según la Oficina del Censo en 2000, los ingresos medios por hogar en el condado eran de $32,743, y los ingresos medios por familia eran $39,234. Los hombres tenían unos ingresos medios de $27,180 frente a los $19,431 para las mujeres. La renta per cápita para el condado era de $16,132. Alrededor del 13.20% de la población estaban por debajo del umbral de pobreza.

## Transporte

### Carreteras principales
- Interestatal 70
- U.S. Ruta 40
- U.S. Ruta 65
- Ruta 20
- Ruta 41
- Ruta 127
- Ruta 240

## Localidades
| - Arrow Rock - Blackburn - Emma | - Gilliam - Grand Pass - Malta Bend | - Marshall - Miami - Mount Leonard | - Napton - Nelson - Slater | - Sweet Springs |